# Fluidez sexual
La fluidez sexual se refiere a uno o más cambios en la sexualidad o identidad sexual (a veces conocida como identidad de orientación sexual).  En palabras de la psicóloga Lisa Diamond, a quien se le atribuye el término, se refiere a una «capacidad de cambio dependiente de la situación de las atracciones sexuales propias»que permite a las personas experimentar flexibilidad en el deseo hacia el sexo propio o hacia el otro sexo, tanto a corto como a largo plazo. Para la gran mayoría de personas la orientación sexual es estable e invariable, pero algunos estudios han mostrado que algunas personas pueden experimentar cambios en su orientación sexual, y que esto es ligeramente más probable en el caso de las mujeres que en el de los hombres. A la vez, no hay evidencia científica de que la orientación sexual pueda cambiarse por medio de la psicoterapia. La identidad sexual puede cambiar a lo largo de la vida de una persona y no tiene por qué alinearse con el sexo biológico, la conducta sexual ni la orientación sexual real.   
De acuerdo con el consenso científico contemporáneo, la orientación sexual no es una elección.  Si bien no existe un consenso sobre las causas exactas de las que depende el desarrollo de la orientación sexual, se han examinado influencias genéticas, hormonales, sociales y culturales.  La opinión científica considera que es el resultado de una compleja interacción de influencias genéticas, hormonales y ambientales. Aunque ninguna teoría específica sobre la causa de la orientación sexual ha obtenido apoyo generalizado, la comunidad científica respalda teorías con base biológica. Investigaciones realizadas durante varias décadas han demostrado que la orientación sexual puede ubicarse en cualquier punto de un continuo, desde la atracción exclusiva hacia el sexo opuesto hasta la atracción exclusiva hacia el mismo sexo.
En un estudio longitudinal a gran escala de 2012 se encontró que era más común que la identidad de orientación sexual (esto es, el término o rótulo utilizado por una persona para identificar su estatus sexual: gay, lesbiana, bisexual, heterosexual) se mantuviera estable a lo largo de un período de seis años a que cambiara, y que la estabilidad era mayor entre hombres y entre quienes se identifican como heterosexuales. Si bien es más común la estabilidad que el cambio en la orientación sexual, cambios en la identidad de orientación sexual ocurren y la gran mayoría de las investigaciones sugiere que la sexualidad femenina es más fluida que la masculina. Esto se ha atribuido a diferentes factores, particularmente a una mayor plasticidad erótica de las mujeres (es decir,  es el grado en que el deseo sexual puede modificarse por factores culturales o sociales) o a factores socioculturales que socializan a las mujeres para que estén más abiertas a tales cambios. Debido a las diferencias sexuales en la estabilidad de la identidad de orientación sexual, es posible que las sexualidades masculina y femenina no funcionen a través de los mismos mecanismos. Los investigadores continúan analizando la fluidez sexual para determinar mejor su relación con subgrupos de orientación sexual (es decir, bisexuales, lesbianas, gais, etc.).
El uso del término fluidez sexual se ha atribuido a la psicóloga estadounidense Lisa M. Diamond . El término y el concepto han ganado reconocimiento en la psicología académica y en los medios.

## Contexto
La fluidez sexual se ha definido como una capacidad de variación respecto a qué tanto se responde sexualmente ante otra persona, capacidad debida a influencias situacionales, interpersonales y contextuales. A menudo, la orientación sexual y la identidad sexual no se distinguen, lo que puede afectar a la evaluación precisa de la identidad sexual propia, así como las actitudes respecto a si la orientación sexual puede cambiar o no. El consenso entre la comunidad académica es que la identidad de orientación sexual (es decir, el término que usa una persona para definirse) puede cambiar a lo largo de la vida de una persona y puede coincidir o no con el sexo biológico, el comportamiento sexual o la orientación sexual real. La Asociación Estadounidense de Psiquiatría afirma que la orientación sexual es innata, continua o fija a lo largo de la vida para algunas personas, pero es fluida o cambia con el tiempo para otras. Por su parte, la Asociación Estadounidense de Psicología distingue entre orientación sexual (una atracción innata) e identidad de orientación sexual (que puede cambiar en cualquier momento de la vida de una persona). En general, científicos y profesionales de la salud mental no creen que la orientación sexual sea una elección.
De acuerdo con la Asociación Estadounidense de Psicología «la orientación sexual no es una elección que pueda cambiarse a voluntad, y [...] es muy probablemente el resultado de una interacción compleja de factores ambientales, cognitivos y biológicos [...] se forma a una edad temprana. ... [y la evidencia sugiere que] factores biológicos, incluyendo los genéticos o los hormonales innatos, juegan un rol importante en la sexualidad de una persona». Se señala que «la identidad de orientación sexual—no la orientación sexual—parece cambiar a través de la psicoterapia, grupos de apoyo y acontecimientos vitales». Por su parte, la Asociación Estadounidense de Psiquiatría afirma que las personas pueden «tomar conciencia en diferentes momentos de sus vidas de que son heterosexuales, gais, lesbianas o bisexuales» y «se opone a cualquier tratamiento psiquiátrico, tal como la terapia de 'conversión' o 'reparativa', que esté basada en el supuesto de que la homosexualidad per se constituye un trastorno mental, o que esté basada en un supuesto previo según el cual el paciente debería cambiar su orientación homosexual». No obstante, las dos organizaciones académicas fomentan la psicoterapia afirmativa gay, una forma de psicoterapia enfocada en que la persona se sienta cómoda trabajando hacia la autenticidad y la aceptación propia en relación con la orientación sexual, y que no intenta «cambiarlos» a heterosexuales, ni «eliminar o disminuir» los deseos o comportamientos hacia personas del mismo sexo.
En la década de 2000, la psicóloga Lisa M. Diamond y un grupo de investigadores llevaron a cabo un estudio en el que participaron 80 mujeres no heterosexuales a lo largo de varios años. Se descubrió que en este grupo eran comunes cambios en la identidad sexual, si bien por lo general se trataba de cambios entre categorías de identidad adyacentes (p. ej., de ‘lesbiana’ a ‘bisexual' o viceversa). Si bien entre muchas de las mujeres se evidenció algún cambio en sentimientos sexuales autorreportados, fue de magnitud pequeña, con un promedio de apenas un punto en la escala de Kinsey. El rango de atracciones potenciales de estas mujeres se vio limitado por sus orientaciones sexuales, pero la fluidez sexual permitía un movimiento dentro de tal rango. : 56 
En su libro Sexual Fluidity, que recibió el Premio al Libro Distinguido sobre Asuntos de Lesbianas, Gais, Bisexuales y Transgénero en 2009 de la División 44 de la Asociación Estadounidense de Psicología, Diamond discute la sexualidad femenina y sugiere tratar de dejar atrás el lenguaje de «fases» y «negación», argumentando que los rótulos tradicionales para referirse al deseo sexual son inadecuadas. En el caso de unas 100 mujeres no heterosexuales que participaron en su estudio a lo largo de un período de 10 años, el término bisexual no expresaba genuinamente la naturaleza versátil de sus sexualidades. En su libre Diamond hizo un llamado hacia «una comprensión más amplia de la sexualidad entre personas del mismo sexo».
Tras una revisión de la literatura investigativa sobre las identidades sexuales de lesbianas y mujeres bisexuales, Diamond señaló que se encuentra en los estudios «cambios y fluidez en la sexualidad hacia personas del mismo sexo que contradicen modelos convencionales de la orientación sexual como un rasgo fijo y de desarrollo temprano y uniforme». En su opinión, el asunto de la orientación sexual se relaciona más con la sexualidad femenina no heterosexual, arguyendo que «mientras que en los hombres la orientación sexual parece operar como una 'brújula' erótica y estable que confiablemente canaliza la excitación y motivación sexuales hacia un género u otro, en las mujeres la orientación sexual no parece funcionar de tal manera... Como resultado de estos fenómenos, la sexualidad de las mujeres hacia otras mujeres se expresa de manera diferente a la sexualidad de los hombres hacia otros hombres en cada etapa del curso de la vida».

## Tipos de fluidez sexual
Diamond y cols. han sugerido que es posible que bajo el constructo de fluidez sexual se cubran formas distintas de variabilidad sexual con diferentes orígenes, y que en consecuencia se trata de un fenómeno polifacético que puede adoptar distintas formas y que tiene distintas implicaciones para la experiencia sexual. De esta manera, han propuesto cuatro posibles tipos de fluidez sexual: (1) una capacidad de respuesta erótica general hacia el género menos preferido, (2) una variabilidad situacional en la capacidad de respuesta erótica hacia el género menos preferido, (3) una discrepancia entre el patrón de género de las atracciones sexuales propias y el patrón de género de las parejas sexuales (p. ej., lesbianas autoidentificadas que reportan haber tenido o querer tener sexo con hombres, y mujeres autoidentificadas como heterosexuales que reportan haber tenido o querer tener sexo con mujeres), y (4) una inestabilidad en las atracciones cotidianas a lo largo del tiempo.

## Biología y estabilidad
La llamada «terapia de conversión» (es decir, intentos psicoterapéuticos de cambiar la orientación sexual de una persona) es rara vez exitosa. En una revisión de la literatura sobre la eficacia de la terapia de reorientación sexual, Maccio (2011) menciona dos estudios que afirman haber convertido con éxito a gais y lesbianas en heterosexuales y cuatro estudios demostrando lo contrario. Maccio intentó resolver el debate utilizando una muestra de participantes que no procedía de organizaciones religiosas. En su estudio participaron 37 exparticipantes de terapias de conversión (62,2% de los cuales eran hombres) de orígenes culturales y religiosos diversos que actual o previamente se identificaban como lesbianas, gais o bisexuales. No se encontraron cambios estadísticamente significativos en términos de orientación sexual antes y después del tratamiento. En sesiones de seguimiento, los escasos cambios en orientación sexual que habían ocurrido tras la terapia no se mantuvieron. Este estudio apoya la idea del origen biológico de la orientación sexual, si bien el hecho de que la muestra haya estado constituida mayoritariamente por hombres confunde los hallazgos.
Soporte adicional para la hipótesis del origen biológico de la orientación sexual se encuentra en el hallazgo de que el comportamiento atípico de género en la niñez (p. ej., un niño varón que juega a las muñecas) parece ser un fuerte predictor de homosexualidad en la edad adulta (ver inconformidad de género en la infancia ). Un estudio longitudinal realizado por Drummond y cols. (2008) siguió a un grupo de niñas con disforia de género (un ejemplo significativo de comportamientos atípicos de género) encontrando que la mayoría de ellas se identificaban como bisexuales o lesbianas al crecer. Muchas investigaciones sobre el papel del comportamiento infantil han recibido críticas por ser incapaces de controlar posibles errores de memoria, al depender del recuerdo retrospectivo de las y los participantes, por lo que un estudio realizado por Rieger y cols. (2008) utilizó videos caseros para investigar la relación entre comportamientos en la niñez y orientación sexual en la edad adulta. Los resultados de este estudio respaldan la hipótesis de la causalidad biológica, pero también se ha señalado que es necesario tener en cuenta que supuestos culturales sobre la sexualidad pueden afectar la interpretación de datos provenientes de la investigación longitudinal, por ejemplo con respecto al rol de la estigmatización.
Hay evidencia sólida a favor de una relación entre el orden de nacimiento de los hermanos y la orientación sexual masculina, y se han llevado a cabo investigaciones biológicas para examinar posibles determinantes biológicos de la orientación sexual en mujeres y hombres. Una de tales teorías es la de la proporción del segundo al cuarto dedo (2D:4D), según la cual mujeres heterosexuales suelen tener proporciones 2D:4D más altas con comparación con lesbianas (o dicho de otra manera, que las manos de las lesbianas son más similares a las de los hombres que a las de las mujeres heterosexuales), pero no se encontró esta diferencia entre hombres heterosexuales y homosexuales. En el mismo sentido, un estudio ha mostrado que los hombres gai tienen un núcleo sexualmente dimórfico en el hipotálamo anterior que es de un tamaño similar al de las mujeres. Estudios de gemelos y familias han encontrado asimismo una influencia genética.

## Cambios en la sexualidad

### Datos demográficos

#### General
Un estudio de Mock y  Eibach (2011) encontró que el 2% de 2.560 adultos incluidos en la National Survey of Midlife Development in the United States (Encuesta Nacional sobre el Desarrollo de la Mediana Edad en los Estados Unidos) reportaron cambios en sus identidades de orientación sexual después de un período de 10 años, constituyendo 0,78% de los hombres y 1,36% de las mujeres que se identificaron como heterosexuales al comienzo del periodo de diez años, así como 63,6% de lesbianas, 64,7% de mujeres bisexuales, 9,52% de hombres gai y 47% de hombres bisexuales. De acuerdo con el estudio, «este patrón fue consistente con la hipótesis de que la heterosexualidad es una identidad de orientación sexual más estable, debido quizás a su estatus normativo. No obstante, la identidad homosexual masculina, si bien menos estable que la identidad heterosexual, fue relativamente estable en comparación con las otras identidades de minorías sexuales». Puesto que solo se incluyeron adultos en el grupo examinado, los investigadores no lograron encontrar diferencias en fluidez que se vieran afectadas por la edad de los participantes. No obstante, afirmaron que «la investigación sobre estabilidad y cambio de actitudes sugiere que la mayoría de cambios ocurren en la adolescencia y la edad adulta temprana [...], lo que podría explicar el menor impacto de la edad tras ese punto».

#### Hombres versus mujeres
La investigación muestra en general que, si bien la inmensa mayoría de hombres y mujeres son estables e inmutables en términos de su orientación e identidad sexuales, en lo que toca a personas fluidas, la sexualidad femenina es más fluida que la masculina. En una influyente revisión  de la literatura académica sobre orientación sexual, instigada por los hallazgos de que la revolución sexual de la década de 1970 había tenido un mayor efecto en la sexualidad femenina que en la masculina,  Baumeister y cols. indicaron que en comparación con los hombres, las mujeres suelen tener menor concordancia entre sus actitudes y comportamientos sexuales, así como que los factores socioculturales parecen afectar en mayor grado la sexualidad femenina versus la masculina. Se encontró asimismo que eran más comunes los cambios personales en sexualidad en las mujeres que en los hombres. La sexualidad femenina (tanto lésbica como heterosexual) cambia significativamente más que la sexualidad masculina en medidas de orientación sexual tanto dimensionales como categóricas. Más aún, la mayoría de lesbianas que previamente se identificaban con una orientación sexual diferente se habían identificado previamente como heterosexuales, mientras que en el caso de los hombres, la mayoría se había identificado previamente como bisexual, lo que a opinión de los investigadores respalda la idea de una mayor fluidez en la sexualidad femenina. Las mujeres también reportan más frecuentemente que los hombres haberse identificado con más de una orientación sexual, y tienen niveles más altos de movilidad de su orientación sexual. Asimismo, son más las mujeres que se identifican como bisexuales o como inseguras de su sexualidad que los hombres, quienes más comúnmente afirman ser exclusivamente homosexuales o exclusivamente heterosexuales. Un estudio longitudinal de seis años encontró que las mujeres mostraban más cambios en su identidad de orientación sexual así como que eran más propensas a definir su orientación sexual en términos no exclusivos.
Investigaciones posteriores a 2010 han confirmado las suposiciones anteriores respecto a que las mujeres cisgénero son más fluidas sexualmente que los hombres cisgénero, mientras que otros estudios no encuentran diferencias de género, especialmente entre minorías sexuales. Estas investigaciones también han descubierto que, en general, las minorías sexuales son más fluidas sexualmente que los heterosexuales, y que la fluidez sexual es más común entre adolescentes que entre adultos jóvenes o adultos, aunque los individuos pueden ser fluidos sexualmente durante toda la edad adulta. Dentro de las minorías sexuales, los individuos con una identidad plurisexual (es decir, orientación hacia más de un género; por ejemplo, bisexual) tienen más probabilidades que las lesbianas y los gais de ser sexualmente fluidos.Investigaciones anteriores también han descubierto que las personas transgénero tienen una alta frecuencia de fluidez sexual, y que los hombres transgénero tienen más probabilidades que las personas cisgénero de manifestar fluidez sexual.
La perspectiva social constructivista sugiere que el deseo sexual es producto de procesos tanto culturales como psicosociales, y que mujeres y hombres son socializados de maneras diferentes. Tal diferencia en socialización puede desde esta perspectiva explicar las diferencias en deseo sexual y en la estabilidad de la orientación sexual. La sexualidad masculina generalmente se centra en factores físicos, en tanto que la sexualidad femenina se centra en factores socioculturales, lo que según los investigadores hace que la sexualidad femenina sea inherentemente más abierta al cambio. El mayor efecto que tuvo la revolución sexual de la década de 1970 sobre la sexualidad femenina sugiere que los cambios femeninos en la identidad de orientación sexual autorreportada pueden ser consecuencia de una mayor exposición a factores moderadores (por ejemplo, medios de comunicación). En la cultura occidental existe la expectativa de que las mujeres sean más expresivas emocionalmente y que muestren mayor intimidad tanto hacia hombres como con mujeres. Tal socialización se ha sugerido como una causa plausible de una mayor fluidez sexual femenina. Se desconoce a este punto si la sexualidad femenina es naturalmente más fluida y, por tanto, si los cambios debidos a factores sociales o culturales hacen a la sexualidad femenina menos estable.
Una hipótesis desde la psicología evolucionista sugiere que la bisexualidad permite a las mujeres reducir el conflicto con otras mujeres, promoviendo contribuciones maternales mutuas, asegurando así el éxito reproductivo de todas las involucradas. Según esta hipótesis aloparental, las mujeres son capaces de formar vínculos románticos con ambos sexos y la fluidez sexual puede explicarse como una estrategia reproductiva que asegura la supervivencia de la descendencia.
Un estudio longitudinal de 2012 encontró que la estabilidad de la orientación sexual era más común que el cambio. Asimismo, se ha encontrado que diferencias de género en la estabilidad de la orientación sexual pueden variar dependiendo del subgrupo y que es posible que estén relacionadas con diferencias individuales más que con características de género.

#### Adolescencia y adultez temprana (de 14 a 21 años)
Un estudio de 2006 comparó la estabilidad en identidad de orientación sexual de jóvenes de ambos sexos encontrando resultados opuestos a la mayoría de los estudios realizados con muestras de adultos. Este estudio comparó la orientación sexual masculina y femenina no heterosexual a lo largo de un año y encontró que las jóvenes tenían más probabilidades de reportar identidades sexuales consistentes comparadas con los hombres. Sin embargo, el estudio se llevó a cabo durante un solo año.
Se ha sugerido que es durante la juventud cuando se espera que se produzcan más cambios en la identidad de orientación sexual de las mujeres. Un estudio de 10 años comparó la orientación sexual medida en cuatro momentos a lo largo del estudio. El mayor cambio se encontró entre la primera medición (tomada a los 18 años de edad) y la segunda (tomada a los 20 años), en respaldo de tal hipótesis.
Un estudio poblacional realizado a lo largo de seis años encontró que la probabilidad de cambiar de identidad de orientación sexual era mayor entre participantes hombres y mujeres no heterosexuales (gais/lesbianas/bisexuales) en comparación con participantes heterosexuales. Asimismo, un estudio de un año de duración encontró que la identidad sexual era más estable para participantes gais y lesbianas jóvenes en comparación con participantes bisexuales.
El proceso de integración de la identidad por el que atraviesan las personas durante la adolescencia parece asociarse con cambios en la identidad sexual. Adolescentes que obtienen puntajes más altos en medidas de integración de la identidad suelen ser más consistentes en su orientación sexual. Los jóvenes bisexuales parecen tardar más en formar sus identidades sexuales en comparación con jóvenes que se identifican sistemáticamente como exclusivamente homosexuales o heterosexuales, de manera que la bisexualidad puede verse como una fase de transición durante la adolescencia. Rosario y cols. (2006) concluyeron que «la aceptación, compromiso e integración de una identidad gay/lesbiana es un proceso de desarrollo continuo que, para muchos jóvenes, puede extenderse a lo largo de la adolescencia y después». 
En el estudio de Katz-Wise y Hide (2014) con 188 mujeres y hombres adultos jóvenes en los Estados Unidos con orientación hacia el mismo género, de edades entre 18 y 26 años, se encontró que el 63% de las mujeres y el 50% de los hombres reportaron fluidez sexual en atracciones, y el 48% de esas mujeres y el 34% de los hombres reportaron fluidez en la identidad de orientación sexual.

### La bisexualidad como fase de transición
Se ha estudiado también a la bisexualidad como una fase de transición en el camino hacia la identificación como exclusivamente gay o lesbiana. En un estudio longitudinal a gran escala en los Estados Unidos, se encontró que fueron los participantes que se identificaron como bisexuales en un momento dado quienes mostraron probabilidades especialmente altas de cambiar de identidad de orientación sexual a lo largo de los seis años del estudio. Otro estudio longitudinal, sin embargo, encontró resultados contradictorios: Si la bisexualidad consiste en una fase de transición, a medida que las personas se hacen mayores debería disminuir el número de personas que se identifican como bisexuales. Durante los diez años de este estudio (en el que se utilizó una muestra exclusivamente femenina), el número total de mujeres que se identificaron como bisexuales se mantuvo relativamente constante (oscilando entre el 50 y el 60%), lo que sugiere que la bisexualidad constituye una tercera orientación sexual, distinta de la homosexualidad y heterosexualidad, y que puede ser estable. Un tercer estudio longitudinal realizado por Kinnish, Strassberg y Turner (2005) respalda esta teoría, encontrando diferencias entre los sexos en la estabilidad de la orientación sexual para heterosexuales y gais/lesbianas, si bien no se encontraron diferencias sexuales para hombres y mujeres bisexuales.
La bisexualidad sigue siendo un fenómeno sobre el que se teoriza y se investiga poco.

## Debate cultural
La discusión e investigación sobre la fluidez sexual iniciada por Diamond y sus colegas presentó un desafío cultural para la comunidad LGBT. Esto se ha atribuido a que, si bien los investigadores suelen enfatizar que los cambios en la orientación sexual son poco probables, han sugerido que la identidad sexual puede cambiar con el tiempo, lo que podría interpretarse como un respaldo implícito a los intentos de terapias de conversión. De esta manera, afirmar que la orientación sexual no siempre es estable parece desafiar las perspectivas de muchos dentro de la comunidad LGBT, para quienes la orientación sexual es innata, fija e inmutable.
Por otra parte, hay algún debate cultural respecto a la cuestión de cómo (y si) existe fluidez entre los hombres, incluyendo cuestiones relativas a fluctuaciones en la atracción y la excitación sexual en hombres bisexuales.
La fluidez sexual puede superponerse con el rótulo de abrosexual, que se ha empleado para referirse a cambios regulares en la sexualidad propia. 